# Miguel Victorio Gelabert
Miguel Victorio Gelabert (Corrientes, 1837 - íd., 21 de agosto de 1896) fue un comerciante y político argentino, que ejerció como gobernador de la provincia de Corrientes entre 1872 y 1874.

## Biografías
Era hijo del comerciante José Victorio Gelabert, que colaboró con los ejércitos correntinos contra Rosas y participó en la batalla de Caseros.
Muy joven, formó parte del Ejército Grande, aunque no es seguro que hay combatido en Caseros. Se estableció como comerciante en Mercedes y tuvo participación en la formación del Partido Autonomista. Fue oficial en la lucha contra la invasión paraguaya de Corrientes y fue elegido como legislador provincial en 1866; fue dejado cesante por la revolución que llevó al poder a José Miguel Guastavino.
Participó en todas las revueltas contra los liberales, y tuvo un papel principal en la revolución de 1872, por lo que Valerio Insaurralde logró controlar la mitad sur de la provincia. Cuando el coronel Santiago Baibiene marchó hacia allí a hacerle frente, Desiderio Sosa ocupó la capital y encerró entre dos frentes al jefe enemigo, derrotándolo en los Campos de Acosta.
El gobierno provisorio de Sosa llamó a elecciones, de las que resultó elegido gobernador Miguel Gelabert. Entre sus primeras medidas estuvo la expulsión del coronel Sosa, a quien consideraba demasiado ambicioso; también persiguió a los liberales, continuando la tradición de ambos partidos de perseguirse mutuamente.
Una primera revolución fue fácilmente vencida en 1873, pero la estallada en Goya en 1874 fue más exitosa; no obstante, tras varias semanas de lucha, el jefe liberal Plácido Martínez fue derrotado con ayuda de las fuerzas nacionales del coronel Manuel Obligado, trasladado desde el Chaco.
La victoria llevó a los autonomistas a negociar una alianza con los liberales; seguros de que la llave de todo acuerdo era el cargo de gobernador, éstos exigieron solamente la titularidad del Ejecutivo, dejando la gran mayoría de la legislatura y los cargos municipales y militares a los autonomistas. Así llegó al gobierno Juan Vicente Pampín, pero su fallecimiento prolongaría la guerra civil hasta 1880.
En 1876, Gelabert fue nombrado senador nacional, siendo reelegido al año siguiente, hasta 1886. En el Senado se manifestó como un firme aliado de los presidentes Avellaneda y Roca, pero en cambio defendió firmemente los derechos de Corrientes al territorio de las Misiones; no pudo impedir la creación del Territorio Nacional de Misiones, ni la cesión de la ciudad de Posadas al mismo.
A su regreso a Corrientes, fue gerente del Banco de la Nación Argentina en Mercedes.
Falleció en Corrientes en 1896.